# NGC 5212
NGC 5212 est une galaxie spirale située dans la constellation de la Vierge. Sa vitesse par rapport au fond diffus cosmologique est de 7 868 ± 21 km/s, ce qui correspond à une distance de Hubble de 116,0 ± 8,1 Mpc (∼378 millions d'al). NGC 5212 a été découverte par l'astronome germano-britannique John Herschel en 1830.